# HD52481
HD52481 — хімічно пекулярна зоря спектрального класу
B9 й має видиму зоряну величину в смузі V приблизно  9,5.

## Пекулярний хімічний вміст
Зоряна атмосфера HD52481 має підвищений вміст 
Si
.